# Patrobi
Patrobi (Patrobius) de renom Neronià, fou un dels lliberts preferits de Neró.
Presidí com a delegat de l'emperador els jocs que va fer a Puteoli. El 68 aC, quan Galba va pujar al tron, el va fer executar, després de passejar-lo per la ciutat en cadenes. A la mort de Galba, un llibert de Patrobi va comprar el cap de l'emperador per cent aureus i el va tirar al lloc on el seu amo havia estat executat.
Plini diu que Patrobi va fer portar a Itàlia la fina arena del Nil per la palestra, cosa que se sap que efectivament va passar en el regnat de Neró.